# Divisione Nazionale A 1942
La Divisione Nazionale A 1942 è stata la 26ª edizione della massima serie del campionato italiano maschile di pallanuoto. Alla competizione presero parte sei squadre: le liguri Cavagnaro, Camogli e Mameli, la Rari Nantes Napoli, la Florentia e la Lazio.
La prima fase (girone d'andata) si disputò in tre giornate il 27, 28 e 29 giugno 1942 a Genova e vide il dominio della RN Napoli, soprannominata "settebello" per la sua forza. La Cavagnaro, formata da veterani con l'aggiunta di Cappellini, aveva iniziato il torneo battendo alla prima partita il Camogli. Ma il dominio della Rari Nantes Napoli fu indiscusso: i partenopei, definiti "settebello" per il gioco spettacolare, si dimostrarono i migliori nella prima fase del torneo, con un gioco basato sull'estro dei singoli e sul gioco di squadra. Deludente fu il cammino della Florentia, privata di molti dei suoi campioni a causa della guerra, mentre la Lazio disputò un torneo al di sopra delle aspettative, anche se non riuscì a vincere la partita con il Cavagnaro terminata 1-1. La seconda fase (girone di ritorno) si svolse a Bologna il 21, 22 e 23 agosto 1942 e vide il trionfo della Rari Nantes Napoli, al terzo titolo di Campione d'Italia. La Mameli, ultima classificata, fu condannata alla retrocessione in Serie B.

## Torneo
- Girone di andata[2]

Disputato a Genova il 27, 28 e 29 giugno
- 27 giugno
  - Cavagnaro-Camogli 3-2
  - Florentia-Mameli 6-1
  - Napoli-Lazio 3-2
- 29 giugno
  - Lazio-Camogli 3-2
  - Napoli-Florentia 6-0
  - Cavagnaro-Mameli 5-0
  - Camogli-Mameli 7-1
  - Lazio-Florentia 3-1
  - Napoli-Cavagnaro 4-2

Classifica girone di andata
1. RN Napoli 10
2. Cavagnaro 7
3. Lazio 7
4. Mameli 4
5. Florentia 2
6. Mameli 0

- Fase finale

disputata a Bologna il 21, 22 e 23 agosto
- 21 agosto
  - Cavagnaro-Camogli 3-1
  - Florentia-Napoli 4-2
  - Lazio-Mameli 4-1
- 22 agosto
  - Lazio-Cavagnaro 4-3
  - RN Florentia-Mameli 6-2
  - GUF RN Napoli-Camogli 5-0
  - RN Florentia-Cavagnaro 2-2
  - Lazio-Camogli 4-2
  - RN Napoli-Mameli 3-0 (8-0?)
- 23 agosto
  - GUF RN Napoli-Lazio 5-1
  - Mameli-Cavagnaro 3-2
  - RNN Camogli-Florentia 11-3
  - Lazio-RNN Florentia 5-5
  - Mameli-Camogli 5-1
  - GUF RN Napoli-Cavagnaro 7-1

|  |    | Classifica finale | Pt | G | V | N | P | GF | GS |
|  | -- | ----------------- | -- | - | - | - | - | -- | -- |
|  | 1. | Napoli            | 18 | _ | _ | _ | _ | _  | _  |
|  | 2. | Lazio             | 12 | _ | _ | _ | _ | _  | _  |
|  | 3. | Florentia         | 10 | _ | _ | _ | _ | _  | _  |
|  | 3. | Cavagnaro         | 10 | _ | _ | _ | _ | _  | _  |
|  | 5. | Camogli           | 4  | _ | _ | _ | _ | _  | _  |
|  | 6. | Mameli            | 4  | _ | _ | _ | _ | _  | _  |

Verdetto
- GUF RN Napoli campione d'Italia.
- Mameli retrocessa in Divisione Nazionale B 1943.